# 再見狂牛
《再見狂牛》，是由香港亞洲電視制作的青春劇集，於1982年10月25日首播，共30集。

## 劇情簡介
故事講述原本熱愛踢足球的宋以勁為了中興沒落的家族生意，他毅然放棄興趣肩負起重振家業的重任，幾經努力下公司擴充成為完善之跨國企業。而以勁在愛情上，與宋以寧志趣相投，由同情到愛，後知悉以寧非異母之妹，而是父親的養女，兩人排除萬難，衝破倫理非議，雙雙離開香港......

## 演員表
- 何家勁 飾 宋以勁
- 關之琳 飾 宋以寧
- 蔡瓊輝 飾 宋以敏
- 雷望寧 飾 宋以寶
- 容惠雯 飾 宋以珍
- 鮑漢琳 飾 宋文翰
- 曹達華 飾 宋文釗
- 許英秀 飾 宋浩彬
- 馮真 飾 何艷芳
- 梁舜燕 飾 梁月琴
- 麥天恩 飾 梁少松
- 王偉 飾 楊慕塵
- 吳鳳華 飾 方自美
- 黎漢持 飾 凌漢輝
- 潘德惠 飾 林安琪
- 李亨 飾 林永言
- 熊德誠 飾 葉文光
- 吳回 飾 葉成
- 梁志琪 飾 張世源
- 司馬華龍 飾 孫國棟
- 徐意 飾 英姐
- 查傳誼 飾 羅斯
- 孫泳恩 飾 雲映月
- 陳植槐 飾 教練